# سر-سور-مرن
سر-سور-مرن (به فرانسوی: Vaires-sur-Marne) یک کمون در فرانسه است که در ایل-دو-فرانس واقع شده است. سر-سور-مارن ۶٫۰۲ کیلومتر مربع مساحت دارد.